# Alain Klotz
| Entdeckte Asteroiden: 7 | Entdeckte Asteroiden: 7 |
| ----------------------- | ----------------------- |
| Nummer und Name         | Entdeckungsdatum        |
| (19629) Serra           | 8. September 1999       |
| (28396) Eymann          | 13. September 1999      |
| (29437) Marchais        | 7. Juni 1997            |
| (33027) Brouillac       | 23. August 1997         |
| (73883) Asteraude       | 16. Februar 1997        |
| (90918) Jasinski        | 2. August 1997          |
| (90944) Pujol           | 25. Oktober 1997        |

Alain Klotz (* 1947) ist ein französischer Astronom und Asteroidenentdecker.
Zwischen 1997 und 1999 entdeckte er an den Observatorien in Guitalens und Castres insgesamt sieben Asteroiden.
Daneben entdeckte er zusammen mit Raoul Behrend, Laurent Bernasconi und Russell I. Durkee durch die Beobachtung der Lichtkurve, dass die Asteroiden (854) Frostia, (1089) Tama, (1313) Berna und (4492) Debussy Satelliten besitzen.
Der Asteroid (10222) Klotz wurde am 23. Mai 2000 nach ihm benannt.